# Hesperosaurus
Hesperosaurus là một chi khủng long ăn cỏ sống vào thời kỳ Kimmeridgia đến Tithonia của kỷ Jura (khoảng 150 triệu năm trước), hóa thạch được tìm thấy ở bang Wyoming tại Hoa Kỳ.

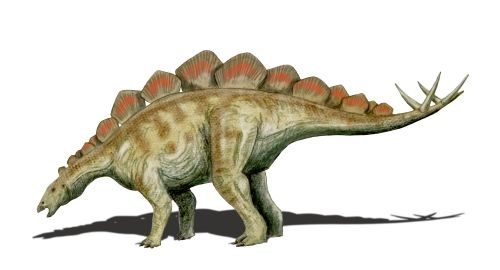
Restoration

Hesperosaurus là một loại stegosaurid, có các tấm xen kẻ trên lưng và bốn gai trên đuôi của nó. Các tấm lưng của nó không cao, nhưng dài hơn, so với người anh em họ Stegosaurus của nó. Nó có một hộp sọ ngắn hơn, rộng hơn so với Stegosaurus và liên quan gần đến Dacentrurus. 